# Here We Go Again (chanson de Ray Charles)
Pour les articles homonymes, voir Here We Go Again.
Singles de Ray Charles
Please Say You're Fooling
(1966) In the Heat of the Night
(1967)
Here We Go Again est une chanson de Ray Charles écrite par Don Lanier (en) et Red Steagall (en). Elle est sortie en format disque vinyle 45 tours en 1967 et figure sur son album Ray Charles Invites You to Listen sorti la même année.
La chanson a été plusieurs fois reprise, la reprise la plus célèbre étant celle du duo composé de Norah Jones et Ray Charles, qui figure sur l'album Genius Loves Company sorti en 2004. Cette version a été le plus grand succès critique. Après la sortie de l'album, Here We Go Again a remporté deux Grammy Awards, celui de la « meilleure collaboration pop » et du « meilleur enregistrement de l'année », à titre posthume pour Charles, qui est décédé avant la sortie de l'album.
La chanson a également été reprise par Nancy Sinatra en 1969, Johnny Duncan (en) en 1972, et Roy Clark en 1982.

## Version en duo de Norah Jones et Ray Charles
Singles par Ray Charles
Mother
(2002) You Don't Know Me
(2005)
Singles par Norah Jones
Those Sweet Words
(2004) Thinking About You
(2006)
En 2004, Ray Charles réenregistre Here We Go Again dans une version en duo avec la chanteuse américaine Norah Jones. Parue sur le dernier album de Ray Charles, Genius Loves Company, cette version sort en single le 31 janvier 2005 et a été incluse plus tard dans la compilation ...Featuring de Norah Jones en 2010.

### Contexte

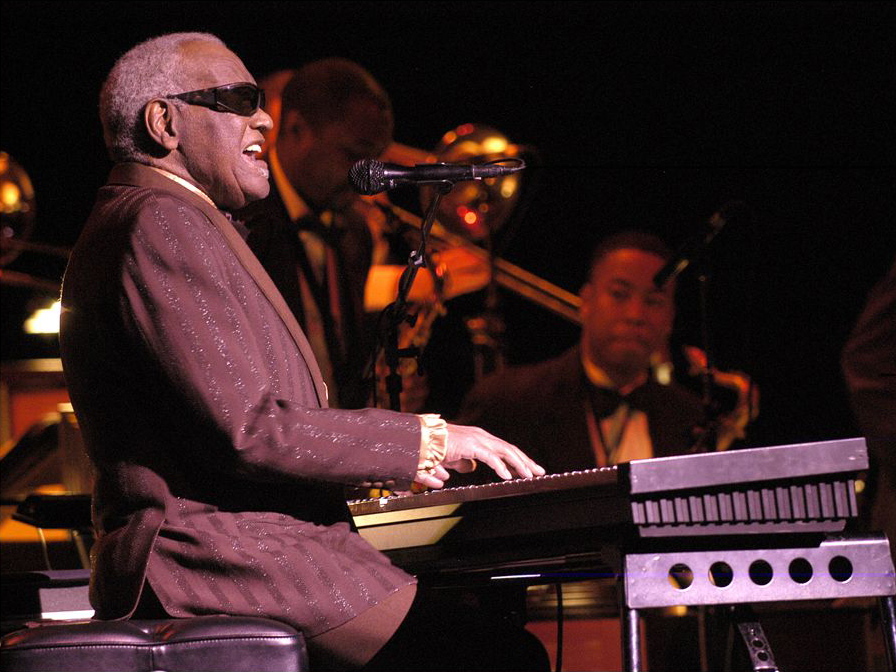
Ray Charles en juillet 2003, moins de 11 mois avant sa mort.

Norah Jones, qui a grandi en écoutant sa musique, explique lors d'une interview accordée au magazine Billboard : « j'ai reçu un appel de Ray me demandant si j'étais intéressée pour chanter sur cet album de duos. J'ai pris le premier avion et j'ai emmené ma mère. Nous sommes allées dans son studio et nous avons chanté en direct avec le groupe. Je l'ai chanté juste à côté de Ray, en surveillant sa bouche pour le phrasé. Il a été très gentil et m'a mise à l'aise, ce qui était génial parce que j'étais pétrifiée en entrant dans le studio ». Elle a également indiqué dans une interview que la seule partie qui n'était pas jouée en direct était une superposition de piano qu'elle avait ajoutée par la suite pour compléter le clavier de Charles. Dans la même interview, elle note qu'elle avait eu l'occasion de choisir une chanson du recueil de Charles pour l'interpréter en duo et qu'elle avait estimé que celle-ci offrait la meilleure occasion d'harmoniser plutôt que d'alterner les couplets.
Pour la chanson, les deux chanteurs sont accompagnés par Billy Preston à l'orgue Hammond, qui fut pendant un temps l'organiste régulier de l'orchestre de Ray Charles.

### Récompenses
En décembre 2004, la version en duo de Norah Jones et Ray Charles est nommée dans deux catégories aux 47e Grammy Awards. Lors de la cérémonie de remise des prix du 13 février 2005, le duo a remporté le prix de l'enregistrement de l'année et celui de la meilleure collaboration pop vocale.

### Liste des titres
| 1. | Here We Go Again (Ray Charles et Norah Jones)   | 3:59 |
| 2. | Mary Ann (Poncho Sanchez featuring Ray Charles) | 5:05 |
| 3. | Interview With Norah Jones                      | 1:35 |

### Crédits
Musiciens
- Ray Charles – chant, claviers
- Norah Jones – chant, piano
- Billy Preston – Hammond B3
- Irv Kramer – guitare
- Tom Fowler – guitare basse
- Ray Brinker – batterie

Technique
- John Burk – producteur
- Terry Howard – enregistrement
- Seth Presant – ingénieur du son Pro Tools
- Ken Desantis – ingénieur du son adjoint
- Bill Kramer – ingénieur du son adjoint
- Mark Fleming – ingénieur du son adjoint
- Al Schmitt – mixage
- Steve Genewick – assistant de mixage
- Doug Sax – mastering
- Robert Hadley – mastering

La chanson est enregistrée au RPM International Studio (Los Angeles), mixé aux Capitol Studios et masterisé au Mastering Lab.

### Classements hebdomadaires
| Classement (2005)                   | Meilleure position |
| ----------------------------------- | ------------------ |
| Autriche (Ö3 Austria Top 40)        | 52                 |
| États-Unis (Bubbling Under Hot 100) | 113                |
| États-Unis (Digital Songs)          | 73                 |
| États-Unis (Pop 100)                | 74                 |
| France (SNEP)                       | 51                 |

### Certifications
| Région                         | Certification | Ventes/Streams |
| ------------------------------ | ------------- | -------------- |
| États-Unis (RIAA)              | Or            | 500 000*       |
| *Ventes selon la certification |               |                |